# Automeris abdomiorientalis
Automeris abdomiorientalis é uma espécie de mariposa do gênero Automeris, da família Saturniidae.
Sua ocorrência foi registrada no Equador, na província de Loja, a uma altitude de 2.700m, e também no Peru.